# Ryńskie Pole
Ryńskie Pole (niem. Rheinsfelde) – osada mazurska w Polsce położona w województwie warmińsko-mazurskim, w powiecie giżyckim, w gminie Ryn przy drodze wojewódzkiej nr 642.
W latach 1975–1998 miejscowość należała administracyjnie do województwa suwalskiego.

## Historia
Miejscowość powstała w 1815 roku poprzez wydzielenie gruntów ze wsi Rybical. Powstał tu folwark, który wchodził w skład Ryńskiego Dworu.